# 蠢愛三人行
《蠢愛三人行》（英語：Wristcutters: A Love Story）是一部2006年的喜劇電影，由葛朗·杜奇克編劇和導演，派翠克·福吉特、謝伊·惠格姆和夏儂·索莎蒙主演几个奇怪的來世中轉站的居民，自殺的人死后都会被送到这里。改编自艾加·凱磊的短篇小說《Kneller's Happy Campers》。另有一圖像小說版本名為《Pizzeria Kamikaze》。這部電影的製作預算估計為100萬美元，在2006年圣丹斯电影节上首映，2007年10月19日限量上映，2007年11月2日擴大到全國上映。獅門家庭娛樂公司於2008年3月25日發行了DVD。這部電影獲得了積極的評價，此後獲得了邪典追捧。

## 劇情
在齐亚自杀后，他发现自己处在一个与陽間差不多的地方，但情况稍差。颜色暗淡，天上没有星星，身邊也没有人笑。在这个奇怪的境界中，居住的都是自杀身亡的人，如俄罗斯音乐家尤金，他与母亲、父亲和兄弟一起生活，他们都是自杀者。齐亚和他们一起在酒吧里浪费了大部分的余生，直到齐亚从朋友布赖恩那里得知，他的前女友德西蕾在齐亚死后不久也自杀了。他和尤金开着尤金的破车上路去找她。尤金的车有两个特异功能，一个是副驾驶座位下面的黑洞，掉下去的东西会永远消失，另一个是破损的车灯，即使是最熟练的技工也无法修复。在旅途中，他们搭上了一个搭车人米卡尔，她坚持认为自己不该来到这里，并且正在寻找“负责人”，好让自己被送回去。
当三人沿着一条荒凉的公路旅行时，米卡尔按下了一个按钮，奇迹般地点亮了尤金车上破碎的大灯。此后不久，他们遇到了一个躺在公路中间的人，他们开离道路以避免撞到他，结果撞坏了汽车。
这个人叫内勒，是一个古怪的公社领袖，在寻找他的狗时睡着了。内勒邀请他们回到他的营地，在那里他们很快发现，只要他们不关心事情的结果，就会发生小的“奇迹”。这群人在营地呆的时间比预定的要长，齐亚开始纠结于他不能创造奇迹。米卡尔透露自己的死亡是因为吸毒过量。尤金遇到了一个年轻女子娜努克，两人相恋了。正当米卡尔和齐亚讨论离开内勒营地的计划时，另一个露营者扬从树林里走出来，说内勒的狗被一个叫“彌賽亞·金”的邪教领袖绑架了。内勒、齐亚、米卡尔和扬出发去寻找金和内勒的狗。
一行人很快就发现自己迷路了，决定扎营过夜。由于无法入睡，米卡尔和齐亚来到了附近的一个海岸，他们在那里亲吻并共度良宵。早晨，内勒发现他们躺的海岸上都是用过的避孕套和针头。他们最终到达了金的营地，在那里他们发现金正在为一个“真正的”奇迹做准备——将他的灵魂与身体分离。当内勒与金对峙时，齐亚发现德西蕾是一个虔诚的邪教信徒，她为了跟随金进入来世而牺牲了自己的生命。
当金准备进行公开的自杀仪式时，内勒暴露了自己是负责人的卧底。金和德西蕾被带走了，而米卡尔和他们一起离开，向齐亚承诺她会回来。在齐亚等她的时候，尤金和娜努克来到这里，解释说米卡尔已经恢复了生命，以及内勒的营地已经被关闭。两一起乘火车离开，尤金的车留给了齐亚。齐亚终于创造了一个奇迹，他点燃的火柴飞到天上变成一颗星星，就在米卡尔之前创造的那颗星星旁边。齐亚决定开着车去流浪。当他把磁带翻面时，磁带不小心掉进了副驾驶下面。他伸手去捡，却掉进了下面的黑洞。
在一個滿是箱子的大倉庫裡，内勒拿起齐亚的文件，放进胸前的口袋里，並說能認識身居高位的人是多麼幸運。齐亚在医院的床上醒来。他转过头，看到父母在外面和医生交谈。他转头看向旁边的床上，发现上面躺着米卡尔。两人微笑着看着对方。

## 演员
- 派翠克·福吉特 饰 齐亚
- 夏儂·索莎蒙（英语：Shannyn Sossamon） 饰 米卡尔
- 謝伊·惠格姆 饰 尤金
- 蕾絲莉·畢柏（英语：Leslie Bibb） 饰 德西蕾·伦道夫
- 汤姆·威茨 饰 内勒
- 威尔·阿奈特 饰 弥赛亚·金
- 尼克·奧佛曼 饰 警察
- 瑪麗·帕特·格里森（英语：Mary Pat Gleason） 饰 尤金的母亲
- 阿纳托尔·雷兹梅里策 饰 尤金的父亲
- 约翰·霍克斯 饰 扬
- 傑克·布希 饰 布赖恩
- 米卡尔·P·拉扎列夫 饰 娜努克
- 莎拉·露瑪（英语：Sarah Roemer） 饰 蕾切尔